# Opius palpalis
Opius palpalis är en stekelart som beskrevs av Szepligeti 1902. Opius palpalis ingår i släktet Opius och familjen bracksteklar. Inga underarter finns listade i Catalogue of Life.